# سیارک ۲۶۴۴۲
سیارک ۲۶۴۴۲ (به انگلیسی: 26442 Matfernandez، نامگذاری:2000AK41)۲۶۴۴۲مین سیارک کشف شده‌است که در ۰۳ ژانویه ۲۰۰۰ کشف شد.